# طريق الولايات المتحدة 89

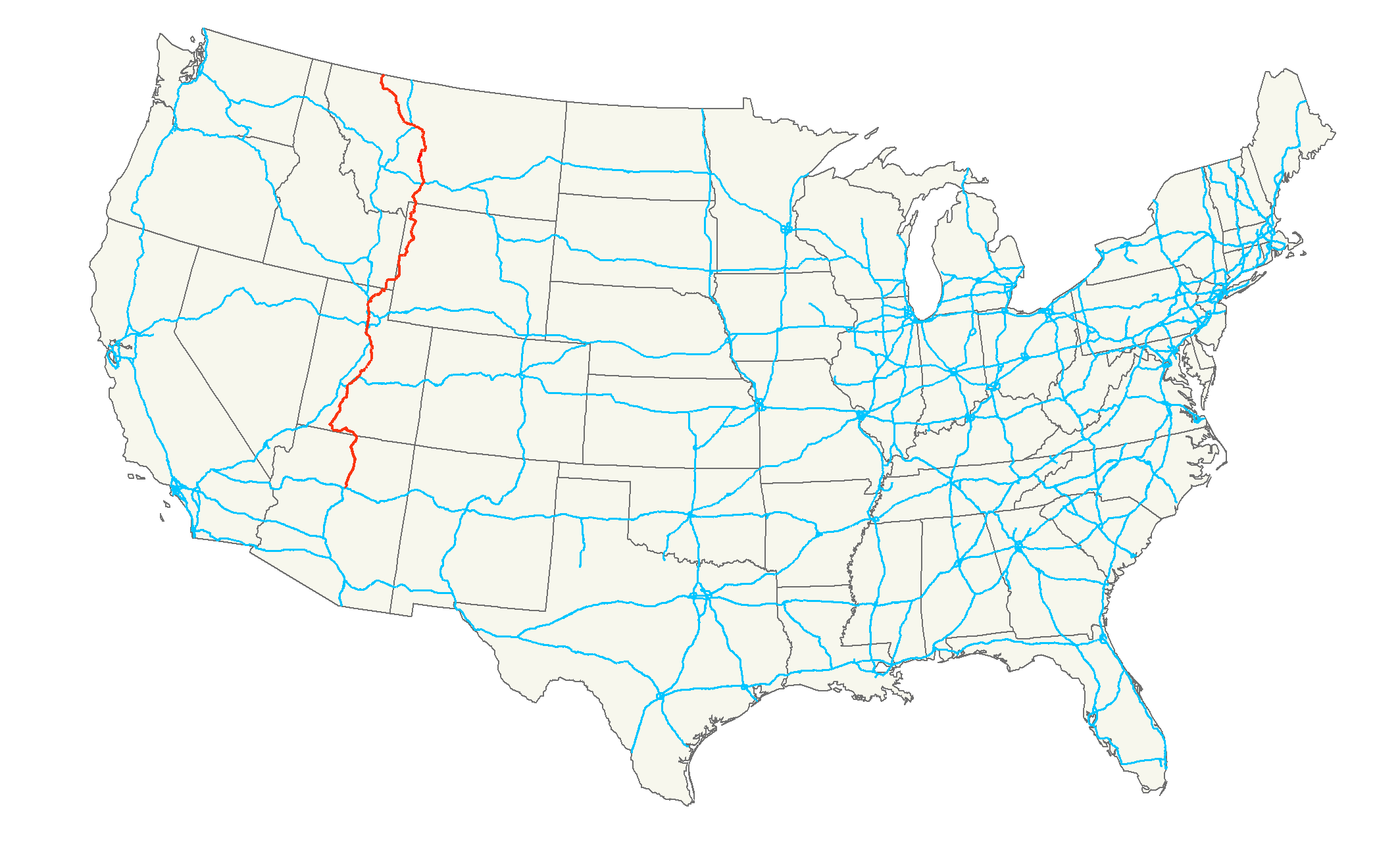
خارطة توضح مسار الطريق السريع 89

الطريق 89 هو طريق سريع شمالي جنوبي في الولايات المتحدة وهو بفرعين. الفرع الجنوبى يمتد 848 ميل (1،365 كم) من فلاغستاف بولاية أريزونا على المدخل الجنوبي لمتنزه يلوستون الوطني فيما يمتد الفرع الشمالى لـ 404 ميل (650 كيلومترا) من المدخل الشمالي لحديقة يلوستون الوطنية في ولاية مونتانا. وقبل عام 1992 كان طريق الولايات المتحدة 89 في المكسيك إلى كندا من الحدود إلى الحدود وبداية الطريق في نوغاليس بولاية أريزونا.

## وصف الطريق

### أريزونا

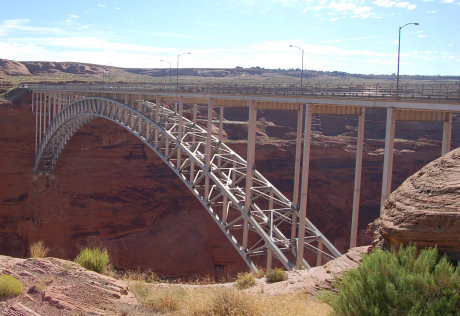
الولايات المتحدة 89 عبور غلين كانيون في أريزونا.

يبدأ طريق الولايات المتحدة 89 من فلاجستاف بولاية أريزونا، على الطريق السريع المار بالقرب من مرور الشمال حديقة جراند كانيون الوطنية وعبر دولة نافاهو. وبالقرب من خط ولاية يوتاه ينشطر الطريق السريع داخل الولايات المتحدة 89 والولايات المتحدة 89. البديل هو الطريق الأصلي، ما هو الآن الطريق السريع الرئيسي شيد في عام 1960 لخدمة سد غلين كانيون. وينضم هذين الطريقين مرة أخرى قي كاناب، ولاية يوتاه.
ويمر الفرع الرئيسى فوق نهر كولورادو إلى الجنوب مباشرة من غلين كانيون وبحيرة باول بالقرب من باج ثم يدخل ولاية يوتا. والفرع البديل عبر نهر كولورادو في جسر النافاهو والتنانير وريم الشمال من جراند كانيون قبل الدخول في ولاية يوتا.

### يوتا
أول مدينة في ولاية يوتا الأمريكية على طول إما 89 أو 89 البديل هي Kanab حيث يعاد وحدة الطريقين. من Kanab الولايات المتحدة 89 مرورا بعائدات الشمال حديقة الصهيون الوطنية وحديقة بريس كانيون الوطنية. وتدخل قي النهاية سيفير ووادي سانبيتي s. ثم يمر الطريق السريع من الشوك، مدينة الأشباح التي دمرت من انهيار أرضى عام 1983. ثم يدخل الطريق السريع جبهة اساتش حيث تصبح الولايات المتحدة 89 في الشوارع الرئيسية قي أكبر المدن في ولاية يوتا. ويصبح الطريق السريع شارع رسمى من أوريم إلى سولت لايك. فالطريق السريع كما هو في كثير من الأحيان في ظلال انترستيت 15 خلال جبهة اساتش. وينحرف عن الطريق السريع الأول - 15 ممر في مدينة بريغهام لخدمة وادى الكاش ولوغان. قي لوجان الولايات المتحدة 89 يدعى جامعة الجادة ويمر من جامعة ولاية يوتا في الحرم الجامعي. ثم يصل الطريق السريع إلى وادي لوغان بير ليك حيث مخارج الطريق السريع لولاية يوتا.
ففرعين الولايات المتحدة 89 في ولاية يوتا، قد تم تعيينهم على الشوارع الجانبية ذات المناظر الطبيعية الخلابة. وكاناب إلى جبل الكرمل ووادي لونغ ومشهدية الشارع الجانبي هي دولة معينة ذات مناظر خلابة. ومن لوغان إلى بير ليك تم تعيين لوغان كانيون مشهدية الشارع الجانبي من الشارع الجانبي والمشاريع الوطنية ذات المناظر الطبيعية الخلابة.
و الباب 89 لولاية يوتا في الولايات المتحدة، وغيرها من concurrencies مع المشتركة بين الدول 70، انترستيت 15، 6 الولايات المتحدة، والولايات المتحدة 91، ويتم تعريفها في قانون يوتا المشروح § 72-4-114 (8).

### أيداهو
في ولاية أيداهو، يبحر الطريق السريع جزئيا حول بحيرة الدب التي تقع على خط دولة يوتا / أيداهو.

### وايومنغ
قي وايومنغ الولايات المتحدة 89 يمر عبر العديد من مناطق الجذب السياحي بما في ذلك يلوستون وحديقة غراند تيتون الوطنية ،و فتحة وادى جاكسون، ونهر الأفعى كانيون، ووادي نجمة.

### مونتانا
نهاية الطريق السريع من الشمال هي الحدود الكندية (والطريق يستمر في كندا، كالطريق السريع ألبرتا 2).

## التاريخ
قبل عام 1992، كان نهاية الولايات المتحدة 89 في نوغاليس، ولاية أريزونا، وشرعت إلى فلاغستاف على طول ما يعرف الآن بالطريق السريع 19، شارع 79 ولاية أريزونا، الولايات المتحدة الطريق رقم 60، شارع الولايات المتحدة 93 وشارع 89 ولاية أريزونا. وبالإضافة إلى ذلك كان هناك بديل اخر للولايات المتحدة 89 في ولاية أريزونا بين بريسكوت وفلاغستاف هذا الطريق الآن هو طريق ولاية أريزونا 89.